# 계창초등학교 계성분교
계창초등학교 계성분교는 대한민국 경상남도 창녕군 계성면 영산계성로 326 (명리)에 있었던 초등학교 분교이다.

## 연혁
- 1932년 6월 17일 계성공립보통학교 개교
- 1938년 4월 1일 계성공립심상소학교로 개칭
- 1941년 4월 1일 계성공립국민학교로 개칭
- 1962년 3월 2일 계창국민학교 분리
- 1985년 9월 3일 병설유치원 개원
- 1996년 3월 1일 계성초등학교로 개칭
- 1998년 9월 1일 계창초등학교 계성분교장으로 격하
- 1999년 3월 1일 계창초등학교로 통폐합